# Pełczyce
Pełczyce là một thị trấn thuộc huyện Choszczeński, tỉnh Zachodniopomorskie ở tây-bắc Ba Lan. Thị trấn có diện tích 13 km². Đến ngày 1 tháng 1 năm 2011, dân số của thị trấn là 2681 người và mật độ 205 người/km².